# Gaëtan Bong
Thomas Gaëtan Bong, född 25 april 1988, är en kamerunsk fotbollsspelare.

## Klubbkarriär
Den 2 juli 2015 värvades Bong av Brighton & Hove Albion, där han skrev på ett tvåårskontrakt. Den 30 maj 2017 förlängde han sitt kontrakt i klubben med ett år. Den 28 februari 2018 förlängde han återigen sitt kontrakt, denna gång fram till 30 juni 2019.
Den 30 januari 2020 värvades Bong av Nottingham Forest, där han skrev på ett 2,5-årskontrakt.